# Anema e core
Pour plus de détails, voir Fiche technique et Distribution.
Anema e core est une comédie italienne réalisée par Mario Mattoli et sortie en 1951.
Le film s'inspire de la chanson Anema e core (it) (Mon cœur cherche ton cœur en version française) composée en 1950 par le musicien Salve D'Esposito et le parolier Tito Manlio. Depuis les années 1950, la chanson est très populaire auprès du grand public, tant en Italie qu'à l'étranger.

## Fiche technique
- Titre original : Anema e core[1]
- Réalisation : Mario Mattoli
- Scénario : Mario Mattoli, Ruggero Maccari, Steno
- Photographie : Mario Albertelli (it)
- Montage : Giuliana Attenni (it)
- Musique : Pippo Barzizza
- Décors : Alberto Boccianti (it)
- Maquillage : Goffredo Rocchetti
- Production : Isidoro Broggi
- Sociétés de production : Excelsa Film
- Pays de production :  Italie
- Langue originale : italien
- Format : Noir et blanc - 1,37:1 - son mono - 35 mm
- Durée : 86 minutes
- Genre : Comédie
- Dates de sortie : 
  - Italie : 7 décembre 1951

## Distribution
- Nino Manfredi : Enrico
- Ferruccio Tagliavini : Marco
- Carlo Campanini : Antonio Bossoli
- Mario Riva : Mario
- Bice Valori : Liliana
- Riccardo Billi : Riccardo
- Franca Marzi : Gina
- Loris Gizzi : commendator Cocciaglia
- Dorian Gray : la petite amie de Cocciaglia
- Carlo Romano : commendataire Russo
- Vera Carmi : la mère d'Enrico
- Margherita Autuori : Elsa
- Guglielmo Inglese : le brigadier Bichetti
- Bruno Lanzarini : le commissaire
- Giulio Marchetti : l'ami de Russo
- Silvana Jachino : servante dans la maison des Cocciaglia
- Bruno Smith : ami de Russo
- Giusi Raspani Dandolo : dame Edvige
- Karl Ludwig Diehl : le neurologue
- Angelo Dessy : un policier
- Giorgio Bixio : l'avocat Pelletti
- Alberto Sorrentino : « Signorina »